# Tulburare explozivă intermitentă
Tulburarea explozivă intermitentă (TEI) sau sindromul de discontrol episodic (SDE) este o tulburare⁠(d) mintală și comportamentală caracterizată prin accese explozive de mânie și/sau violență, adesea până la furie⁠(d), care sunt disproporționate față de situația în cauză (de exemplu, strigăte impulsive, țipete sau mustrări excesive declanșate de evenimente relativ inconsecvente). Agresiunea impulsivă nu este premeditată și este definită printr-o reacție disproporționată la orice provocare, reală sau percepută, care ar fi adesea asociată cu un temperament coleric. Unele persoane au raportat schimbări afective înainte de o izbucnire, cum ar fi tensiune, schimbări de dispoziție și schimbări de energie.
Tulburarea este în prezent clasificată în Manualul de diagnostic și statistică al tulburărilor mintale (DSM-5) în categoria „Tulburări perturbatoare, de control al impulsurilor și de conduită”. Tulburarea în sine nu este ușor de caracterizat și prezintă adesea comorbiditate cu alte tulburări de dispoziție, în special cu tulburarea bipolară. Persoanele diagnosticate cu IED raportează că izbucnirile lor sunt scurte (durează mai puțin de o oră), cu o varietate de simptome corporale (transpirație, bâlbâială, strângere în piept, spasme, palpitații) raportate de o treime dintr-un eșantion. Actele agresive sunt frecvent raportate ca fiind însoțite de o senzație de ușurare și, în unele cazuri, de plăcere, dar adesea urmate de remușcări ulterioare. Persoanele cu TEI pot experimenta diferite provocări în funcție de severitatea și tipul de trăsături de personalitate pe care le au.

## Fiziopatologie
Comportamentul impulsiv și, în special, predispoziția impulsivă la violență au fost corelate cu o rată scăzută de reînnoire a serotoninei cerebrale, indicată de o concentrație scăzută de acid 5-hidroxiindoleacetic⁠(d) (5-HIAA) în lichidul cefalorahidian (LCR). Acest substrat⁠(d) pare să acționeze asupra nucleului suprachiasmatic⁠(d) din hipotalamus, care este ținta pentru producția serotoninergică din nucleii rafei⁠(d) dorsali și mediani, jucând un rol în menținerea ritmului circadian și în reglarea glicemiei. Tendința la un nivel scăzut de 5-HIAA poate fi ereditară. A fost propusă o componentă ereditară presupusă pentru 5-HIAA scăzut în CSF și, posibil, pentru violența impulsivă. Alte trăsături care se corelează cu TEI sunt tonusul vagal scăzut și secreția crescută de insulină. O explicație sugerată pentru TEI este un polimorfism⁠(d) al genei pentru triptofan hidroxilază⁠(d), care produce un precursor al serotoninei; acest genotip se găsește mai frecvent la persoanele cu comportament impulsiv.
TEI poate fi, de asemenea, asociat deteriorarea sau leziuni la nivelul cortexului prefrontal⁠(d), cu leziuni ale acestor zone, inclusiv amigdala⁠(d) și hipocampul, crescând incidența comportamentului impulsiv și agresiv și incapacitatea de a prevedea rezultatele propriilor acțiuni ale unui individ. Leziunile din aceste zone sunt, de asemenea, asociate cu un control necorespunzător al glicemiei, ceea ce duce la scăderea funcției cerebrale în aceste zone, care sunt asociate cu planificarea și luarea deciziilor. Un eșantion național din Statele Unite a estimat că 16 milioane de americani se pot încadra în criteriile pentru TEI.
EDS a fost asociat cu boli ale sistemului limbic, tulburări ale lobului temporal sau abuzul⁠(d) de alcool sau alte substanțe psihoactive⁠(d).

## Diagnostic

### Diagnosticul DSM-5
Criteriile actuale DSM-5 pentru tulburarea explozivă intermitentă includ:
- Izbucniri recurente care demonstrează o incapacitate de a controla impulsurile, inclusiv oricare dintre următoarele:
  - Agresiune verbală (accese de furie, certuri verbale sau bătăi) sau agresiune fizică care apare de două ori într-o perioadă de o săptămână timp de cel puțin trei luni și care nu duce la distrugerea de bunuri sau la vătămări corporale (criteriul A1)
  - Trei izbucniri care implică răniri sau distrugeri într-o perioadă de un an (criteriul A2)
- Comportamentul agresiv este foarte disproporționat față de amploarea factorilor de stres psihosocial⁠(d) (Criteriul B)
- Izbucnirile nu sunt premeditate și nu au un scop premeditat (criteriul C)
- Accesele de furie provoacă suferință sau afectarea funcționării sau duc la consecințe financiare sau juridice (criteriul D)
- Individul trebuie să aibă cel puțin șase ani (criteriul E)
- Izbucnirile recurente nu pot fi explicate printr-o altă tulburare psihică și nu sunt rezultatul unei alte tulburări medicale sau al consumului de substanțe (criteriul F)

Este important de remarcat faptul că DSM-5 include acum două criterii separate pentru tipurile de izbucniri agresive (A1 și A2) care au suport empiric:
- Criteriul A1: Episoade de agresiune verbală și/sau fizică nedăunătoare, nedistructivă sau nevătămătoare care apar, în medie, de două ori pe săptămână timp de trei luni. Acestea pot include accese de furie, tirade, certuri/înfruntări verbale sau agresiuni fără daune. Acest criteriu include izbucnirile cu frecvență ridicată/intensitate scăzută.
- Criteriul A2: episoade distructive/violente mai grave care sunt mai puțin frecvente și apar, în medie, de trei ori într-o perioadă de douăsprezece luni. Acestea ar putea fi distrugerea unui obiect fără a ține cont de valoarea acestuia sau agresarea unui animal sau a unei persoane. Acest criteriu include izbucnirile de intensitate mare/cu frecvență redusă.

### Diagnosticul DSM-IV
Criteriile DSM-IV anterioare pentru IED erau similare cu criteriile actuale, însă agresiunea verbală nu era considerată ca făcând parte din criteriile de diagnostic. Diagnosticul DSM-IV a fost caracterizat prin apariția unor episoade discrete de incapacitate de a rezista impulsurilor agresive care au ca rezultat atacul violent sau distrugerea proprietății. În plus, gradul de agresivitate exprimat în timpul unui episod ar trebui să fie foarte disproporționat în raport cu provocarea sau cu stresorul psihosocial precipitant și, după cum s-a menționat anterior, diagnosticul este pus atunci când anumite alte tulburări mintale au fost excluse, de exemplu, un traumatism cranian, boala Alzheimer etc., sau din cauza consumului de substanțe⁠(d) sau medicamente. Diagnosticul este pus folosind un interviu psihiatric la simptomele afective și comportamentale la criteriile enumerate în DSM-IV.
DSM-IV-TR a fost foarte specific în definirea tulburării explozive intermitente, care a fost definită, în esență, prin excluderea altor afecțiuni. Diagnosticul necesita:
1. mai multe episoade de comportament impulsiv care au ca rezultat deteriorarea gravă a persoanelor sau a bunurilor, în care
2. gradul de agresivitate este extrem de disproporționat în raport cu circumstanțele sau provocarea și
3. violența episodică nu poate fi explicată mai bine printr-o altă afecțiune mintală sau fizică.

TEI a fost o categorie în Manualul de diagnostic și statistică a tulburărilor mintale (DSM IV). TEI poate afecta copiii sau adulții. Copiii sunt adesea considerați ca având epilepsie sau o problemă de sănătate mintală. Episoadele constau în atacuri recurente de furie incontrolabilă, de obicei după o provocare minimă, și pot dura până la o oră. În urma unui episod, copiii sunt frecvent epuizați, pot dormi și, de obicei, nu își vor aminti nimic.

### Diagnostic diferențial
Multe tulburări psihiatrice și unele tulburări legate de consumul de substanțe sunt asociate cu o agresivitate crescută și sunt frecvent comorbide cu TEI, făcând adesea dificil diagnosticul diferențial. Persoanele cu TEI sunt, în medie, de patru ori mai susceptibile de a dezvolta depresie sau tulburări de anxietate și de trei ori mai susceptibile de a dezvolta tulburări legate de consumul de substanțe⁠(d). Tulburarea bipolară a fost legată de creșterea agitației și a comportamentului agresiv la unele persoane, dar pentru aceste persoane, agresivitatea este limitată la episoade maniacale și/sau depresive, în timp ce persoanele cu TEI au un comportament agresiv chiar și în timpul perioadelor cu o dispoziție neutră sau pozitivă⁠(d).
Într-un studiu clinic, tulburările bipolare și TEI au coincis în 60% din cazuri. Pacienții raportează că simptomele de tip maniacal apar chiar înainte de izbucniri și continuă pe tot parcursul acestora. Conform unui studiu, vârsta medie de apariție a TEI a fost cu aproximativ cinci ani mai devreme decât vârsta de apariție a tulburării bipolare, indicând o posibilă corelație între cele două.
În mod similar, alcoolismul și alte tulburări legate de consumul de substanțe pot prezenta o agresivitate crescută, dar dacă această agresivitate nu este experimentată în afara perioadelor de intoxicație acută și de sevraj, nu se pune diagnosticul de TEI. Studiile sugerează că abuzul în copilărie și tulburarea de consum de alcool sunt legate de agresivitatea crescută și TEI. Pentru tulburările cronice, cum ar fi sindromul de stres posttraumatic (PTSD), este important să se evalueze dacă nivelul de agresivitate a îndeplinit criteriile TEI înainte de dezvoltarea unei alte tulburări. În tulburarea de personalitate antisocială (ASPD), agresiunea interpersonală este de obicei de natură instrumentală (adică motivată de recompense tangibile), în timp ce TEI este mai degrabă o reacție impulsivă, nepremeditată la stresul situațional.

## Tratament
Deși nu există leac, tratamentul este încercat prin terapie cognitiv-comportamentală și regimuri de medicamente psihotrope, deși opțiunile farmaceutice au avut un succes limitat. Terapia ajută pacientul să recunoască impulsurile în speranța de a atinge un nivel de conștientizare și control al acceselor de furie, împreună cu tratarea stresului emoțional care însoțește aceste episoade. Regimurile medicamentoase multiple sunt frecvent indicate pentru pacienții cu TEI. Terapia cognitivă de relaxare și abilități de coping (CRCST) a demonstrat un succes preliminar atât în grup, cât și individual, în comparație cu grupurile de control pe lista de așteptare. Această terapie constă în 12 sesiuni, primele trei concentrându-se pe antrenamentul de relaxare, apoi pe restructurarea cognitivă⁠(d), apoi pe terapia de expunere⁠(d). Sesiunile finale se concentrează pe rezistența la impulsurile agresive și pe alte măsuri preventive.
În Franța, se folosesc uneori antipsihotice precum ciamemazina⁠(d), levomepromazina și loxapina.
Antidepresivele triciclice și inhibitorii selectivi ai recaptării serotoninei (ISRS, inclusiv fluoxetina, fluvoxamina și sertralina) par să atenueze unele simptome patopsihologice. Stabilizatorii de dispoziție⁠(d) GABAergici și medicamentele anticonvulsivante precum gabapentina, litiul, carbamazepina și divalproex par să ajute la controlul incidenței izbucnirilor. Anxioliticele ajută la ameliorarea tensiunii și pot contribui la reducerea izbucnirilor explozive prin creșterea pragului de toleranță la stimulii provocatori și sunt indicate în special la pacienții cu tulburări obsesiv-compulsive comorbide sau alte tulburări anxioase.

### Foste tratamente pentru SDE
Tratamentul pentru SDE implică, de obicei, tratarea factorului (factorilor) cauzal (cauzali) de bază. Aceasta poate implica psihoterapie sau tratament medical pentru boli.
SDE a fost controlat cu succes în studiile clinice folosind medicamente prescrise, inclusiv carbamazepină, etosuximidă și propranolol.
Au existat puține studii controlate randomizate privind tratamentul SDE/TEI. Antidepresivele și stabilizatoarele de dispoziție, inclusiv litiul, valproatul de sodiu și carbamazepina, au fost utilizate la adulți și, ocazional, la copiii cu tulburare de opoziție provocatoare sau tulburare de comportament pentru a reduce agresivitatea. Terapia cognitiv-comportamentală (CBT) este eficientă în tratamentul furiei. Un studiu recent a randomizat adulți cu TEI la 12 săptămâni de terapie individuală, terapie de grup sau listă de așteptare (nicio terapie). Intervenția a dus la o îmbunătățire a nivelului de furie și agresivitate, fără diferențe între CBT de grup și individuală (terapie cognitiv-comportamentală). Adolescenții și adulții tineri se pot confrunta cu consecințe educaționale și sociale, dar și cu probleme de sănătate mintală, inclusiv parasuicid, dacă TEI/SDE nu este diagnosticat în copilăria timpurie.

## Epidemiologie
Două studii epidemiologice pe eșantioane comunitare au aproximat prevalența TEI de-a lungul vieții la 4-6%, în funcție de setul de criterii utilizat. Un studiu ucrainean a constatat rate comparabile ale TEI de-a lungul vieții (4,2%), sugerând că o prevalență a TEI de-a lungul vieții de 4-6% nu este limitată la eșantioanele americane. Prevalențele punctuale ale TEI la o lună și la un an în aceste studii au fost raportate la 2,0% și, respectiv, 2,7%. Extrapolând la nivel național, 16,2 milioane de americani ar avea TEI în timpul vieții lor și până la 10,5 milioane în orice an și 6 milioane în orice lună.
În rândul unei populații clinice, un studiu din 2005 a constatat că prevalența TEI de-a lungul vieții a fost de 6,3%.
Prevalența pare să fie mai mare la bărbați decât la femei.
Dintre subiecții americani cu TEI, 67,8% s-au angajat în agresiune interpersonală directă, 20,9% în agresiune interpersonală amenințată și 11,4% în agresiune împotriva obiectelor. Subiecții au raportat implicarea în 27,8 acte agresive de mare severitate în timpul anului lor cel mai rău, cu 2-3 izbucniri care au necesitat asistență medicală. Pe parcursul întregii vieți, valoarea medie a pagubelor materiale cauzate de izbucnirile agresive a fost de 1603 USD.
Un studiu publicat în martie 2016 în Journal of Clinical Psychiatry sugerează o relație între infecția cu parazitul Toxoplasma gondii și agresiunea psihiatrică, cum ar fi TEI.

## Implicații juridice
Un diagnostic de SDE a fost folosit ca apărare în instanță pentru persoanele acuzate de comiterea unor infracțiuni violente, inclusiv crimă.

## Istorie
În prima ediție a Manualului de diagnostic și statistică al Asociației Americane de Psihiatrie⁠(d) (DSM-I), o tulburare de agresivitate impulsivă a fost denumită tip de personalitate pasiv-agresivă (tip agresiv). Această construcție a fost caracterizată printr-o „reacție persistentă la frustrare sunt «în general excitabile, agresive și supra-reactive la presiunile mediului» cu «izbucniri grosolane de furie sau de agresivitate verbală sau fizică diferite de comportamentul lor obișnuit».
În a treia ediție (DSM-III), aceasta a fost pentru prima dată codificată ca tulburare explozivă intermitentă și i s-a atribuit statutul de tulburare clinică în cadrul Axei I. Cu toate acestea, unii cercetători au considerat criteriile ca fiind slab operaționalizate. Aproximativ 80% dintre persoanele care ar fi fost diagnosticate acum cu această tulburare ar fi fost excluse.
În DSM-IV, criteriile au fost îmbunătățite, dar încă lipseau criterii obiective pentru intensitatea, frecvența și natura actelor agresive pentru a îndeplini criteriile pentru TEI. Acest lucru a determinat unii cercetători să adopte un set de criterii alternative cu ajutorul cărora să efectueze cercetări, cunoscut sub numele de IED-IR (cercetare integrată). Severitatea și frecvența comportamentului agresiv necesare pentru diagnostic au fost clar operaționalizate, actele agresive trebuiau să fie de natură impulsivă, stresul subiectiv trebuia să preceadă izbucnirile explozive, iar criteriile permiteau diagnosticarea comorbidă cu tulburare de personalitate borderline și tulburarea de personalitate antisocială. Aceste criterii de cercetare au devenit baza pentru diagnosticul DSM-5.
În versiunea actuală a DSM (DSM-5), tulburarea apare în categoria „Tulburări perturbatoare, de control al impulsurilor și de conduită”. În DSM-IV, agresiunea fizică era necesară pentru a îndeplini criteriile pentru tulburare, dar aceste criterii au fost modificate în DSM-5 pentru a include agresiunea verbală și agresiunea fizică nedistructivă/nonjurioasă. Lista a fost, de asemenea, actualizată pentru a specifica criteriile de frecvență. În plus, acum este necesar ca izbucnirile agresive să fie de natură impulsivă și să provoace suferință marcată, afectare sau consecințe negative pentru individ. Persoanele trebuie să aibă cel puțin șase ani pentru a primi diagnosticul. Textul a clarificat, de asemenea, relația acestei tulburări cu alte tulburări, cum ar fi ADHD și tulburarea perturbatoare de dereglare a dispoziției⁠(d).